# Cavaliers Castelfranco Veneto 2019
Questa voce raccoglie le informazioni riguardanti i Cavaliers Castelfranco Veneto nelle competizioni ufficiali della stagione 2019.

## Seconda Divisione FIDAF 2019

### Stagione regolare
| Monfalcone 9 marzo 2019, ore 19:56 | Sentinels Isonzo | 20 – 17 (0-3 13-0 7-14 0-0) referto | Cavaliers Castelfranco Veneto | Stadio O. Cosulich (145 spett.)\| Arbitro: \| Cuppari \| |
| Arbitro:                           | Cuppari          |                                     |                               |                                                          |

| Castelfranco Veneto 17 marzo 2019, ore 15:00 | Cavaliers Castelfranco Veneto | 36 – 42 (d.t.s.) (6-14 9-6 7-0 14-16 0-6) referto | Aquile Ferrara | C.S. Comunale (100 spett.)\| Arbitro: \| P. Moglia \| |
| Arbitro:                                     | P. Moglia                     |                                                   |                |                                                       |

| Padova 24 marzo 2019, ore 14:30 | Saints Padova | 44 – 33 (10-0 14-14 20-7 0-13) referto | Cavaliers Castelfranco Veneto | Stadio Plebiscito (100 spett.)\| Arbitro: \| B. Jovanovic \| |
| Arbitro:                        | B. Jovanovic  |                                        |                               |                                                              |

| Castelfranco Veneto 13 aprile 2019, ore 21:00 | Cavaliers Castelfranco Veneto | 27 – 56 (0-7 7-14 7-21 13-14) referto | Mastini Verona | Cavaliers Arena (150 spett.)\| Arbitro: \| S. d'Amato \| |
| Arbitro:                                      | S. d'Amato                    |                                       |                |                                                          |

| Castelfranco Veneto 4 maggio 2019, ore 19:50 | Cavaliers Castelfranco Veneto | 20 – 12 (6-6 14-6 0-0 0-0) referto | Sentinels Isonzo | C.S. Comunale (50 spett.)\| Arbitro: \| S. d'Amato \| |
| Arbitro:                                     | S. d'Amato                    |                                    |                  |                                                       |

| Ferrara 12 maggio 2019, ore 15:00 | Aquile Ferrara | 6 – 0 (0-0 6-0 0-0 0-0) referto | Cavaliers Castelfranco Veneto | Mike Wyatt Field (30 spett.)\| Arbitro: \| F. Garlaschi \| |
| Arbitro:                          | F. Garlaschi   |                                 |                               |                                                            |

| Castelfranco Veneto 18 maggio 2019, ore 20:00 | Cavaliers Castelfranco Veneto | 0 – 34 (0-13 0-7 0-7 0-7) referto | Saints Padova | C.S. Comunale (50 spett.)\| Arbitro: \| S. Bernini \| |
| Arbitro:                                      | S. Bernini                    |                                   |               |                                                       |

| Pescantina 25 maggio 2019, ore 20:30 | Mastini Verona | 48 – 12 (7-6 0-0 28-6 13-0) referto | Cavaliers Castelfranco Veneto | Velodromo San Lorenzo (60 spett.)\| Arbitro: \| S. Bernini \| |
| Arbitro:                             | S. Bernini     |                                     |                               |                                                               |

## Statistiche di squadra
| Competizione | %Vittorie | In casa | In casa | In casa | In casa | In casa | In casa | In trasferta | In trasferta | In trasferta | In trasferta | In trasferta | In trasferta | Totale | Totale | Totale | Totale | Totale | Totale |
| Competizione | %Vittorie | G       | V       | N       | P       | Pf      | Ps      | G            | V            | N            | P            | Pf           | Ps           | G      | V      | N      | P      | Pf     | Ps     |
| ------------ | --------- | ------- | ------- | ------- | ------- | ------- | ------- | ------------ | ------------ | ------------ | ------------ | ------------ | ------------ | ------ | ------ | ------ | ------ | ------ | ------ |
| Campionato   | .125      | 4       | 1       | 0       | 3       | 83      | 144     | 4            | 0            | 0            | 4            | 62           | 118          | 8      | 1      | 0      | 7      | 145    | 262    |
| Totale       | .125      | 4       | 1       | 0       | 3       | 83      | 144     | 4            | 0            | 0            | 4            | 62           | 118          | 8      | 1      | 0      | 7      | 145    | 262    |

## Statistiche personali

### Marcatori
| Giocatore     | Ruolo | TD rush | TD recv | TD int | TD p.ret | TD k.ret | TD oth | Xp1 | Xp2 | FG | Saf | Totale |
| ------------- | ----- | ------- | ------- | ------ | -------- | -------- | ------ | --- | --- | -- | --- | ------ |
| F. Simioni    |       | 8       | 0       | 0      | 0        | 2        | 0      | 0   | 0   | 0  | 0   | 60     |
| F. Marcolin   |       | 1       | 3       | 0      | 0        | 0        | 0      | 0   | 0   | 0  | 0   | 24     |
| D. Mazzonetto |       | 0       | 4       | 0      | 0        | 0        | 0      | 0   | 0   | 0  | 0   | 24     |
| M. Scroccaro  |       | 0       | 2       | 0      | 0        | 0        | 0      | 0   | 0   | 0  | 0   | 12     |
| L. Celeghin   |       | 0       | 0       | 0      | 0        | 0        | 0      | 5   | 0   | 2  | 0   | 11     |
| B. Makokha    |       | 0       | 0       | 0      | 0        | 0        | 0      | 8   | 0   | 0  | 0   | 8      |
| M. Pettenon   |       | 0       | 1       | 0      | 0        | 0        | 0      | 0   | 0   | 0  | 0   | 6      |

### Passer rating
| Giocatore  | G | Att | Comp | Int | Yds | TD | NFL   | NCAA  |
| ---------- | - | --- | ---- | --- | --- | -- | ----- | ----- |
| A. Geremia | 8 | 209 | 87   | 6   | 990 | 9  | 58,90 | 89,89 |
| L. Piva    | 2 | 20  | 9    | 1   | 57  | 1  | 47,92 | 75,44 |
| Team       | 1 | 0   | 0    | 0   | -8  | 0  | -     | -     |